# Malacacheta
Malacacheta est une municipalité brésilienne de l'État du Minas Gerais et la microrégion de Teófilo Otoni.